# لویاتان

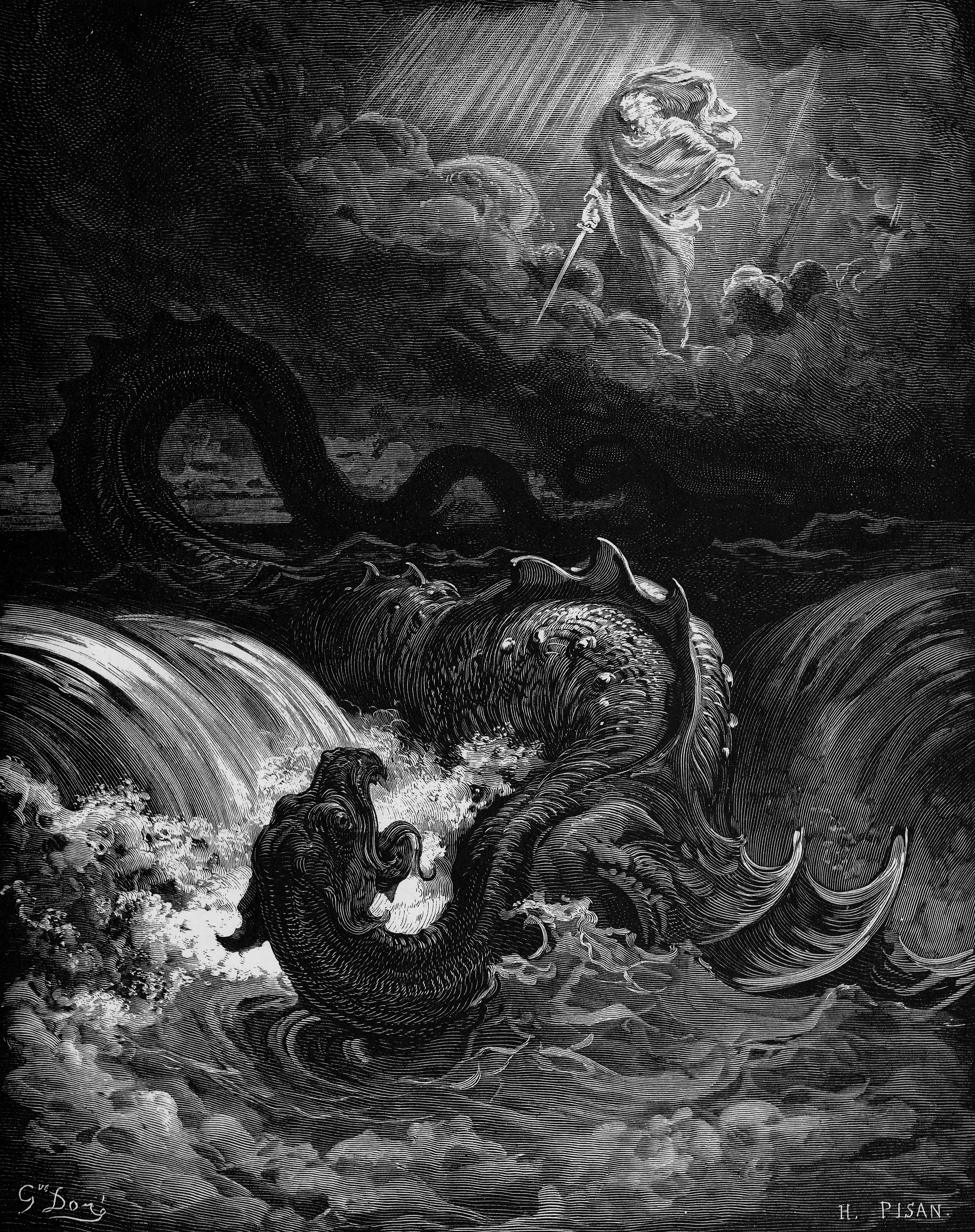

لویاتان یا لوتان یا لوایتان (انگلیسی: Leviathan و عبری: לִוְיָתָן‎) هیولا یا اژدهای عظیم‌الجثه‌ای اسطوره‌ای است که از دریا سَرک می‌کِشد و مثل و مانند ندارد.
لویاتان، اسطوره شری است که در گذر زمان دچار دگرگونی‌های بسیار شده، این موجود اسطوره‌ای از اسطوره‌های اوگاریتی وارد عهد عتیق شد و در تفاسیر یهودی تغییر شکل یافت و سپس در کتاب مکاشفه یوحنا ظاهر گشت و پس از آن در سنت دیوشناسی مسیحی یکی از شاهزاده‌های جهنم گردید.
این موجود اسطوره‌ای در آثار مکتوب یا هنری مذهب یهود و مسیحیت بسیار دیده می‌شود.
در ادبیات مسیحی و غرب لویاتان گاهی با هرگونه هیولا یا موجود عظیم دریایی یکسان انگاشته می‌شود. این واژه در ادبیات به نهنگ بزرگ اشاره می‌کند و در عبری جدید، هم حقیقتاً نهنگ معنی می‌دهد. در ادبیات و منابع متاخر یهودی نیز این موجود به عنوان یک اژدها توصیف می‌شود که بر مغاک اقیانوس، بر سرچشمه‌های آب‌ها، ساکن است. در سنت دیوشناسی مسیحی، لویاتان یکی از هفت شاهزاده جهنم است که با گناه حسادت پیوند دارد.
در افسانه‌ها لویاتان توسط بعل کشته می‌شود.

## اسطوره‌شناسی
لویاتان، لوتان (اسطورهٔ اورگاریتی) یا رَهاب (اسطورهٔ آسیای میانه) هیولاهایی دریایی به شکل مار یا اژدها هستند که اگرچه به فرهنگ‌های مختلف تعلق دارند ولی در امتداد هم و به هم مربوط می‌شوند. این نوع از هیولاها به‌طور آشکاری در اساطیر خاور میانه برجسته شده‌اند و تقریباً همه جا با شب و تاریکی و بطن مادری و آب کیهانی پیوسته و مربوطند.
اکثر محققان در مطالعه مفهوم لویاتان بر این نظرند که مهم‌ترین بافتی که این مفهوم در آن شکل گرفته خاور نزدیک باستانی است و در این راستا، بیشترین تأثیر از اسطوره‌های اوگاریتی است.
لویتان یک مار بزرگ یا اژدهایی هفت‌سر در اسطوره‌های اوگاریتی است که یا حیوانِ دست آموز یم (دریای بزرگ کیهانی، اغلب همچون یک رود بزرگ) محسوب می‌شود یا یک جنبه‌ای از خودِ یم است. این اژدها بدست بعل کشته می‌شود.
در اساطیر یهودی و عبری، لویاتان یک مار بزرگِ اصل نخستینی است که بازنمایی‌کننده کشتار جمعی، سیل، اقیانوس‌ها و زمستان است و در مکانی در دریا زندگی می‌کند. در مزامیر داوود (مزمور ۷۴) نیز شرحی وجود دارد که نشان می‌دهد یهوه برای آفرینش و تکوین جهان، در کشاکشِ مبارزه‌ای با آب‌ها قرار می‌گیرد و در این نبرد لویاتان اژدهای چند سر را می‌کوبد.

## در عهد عتیق
در چندین جای تورات از لویاتان سخن گفته شده‌است. این اسطوره در کتاب ایوب باب ۴۱ نام هیولایی دریایی است که یکی از شخصیت‌های اسطوره‌ای هولناک و وحشتناک به‌شمار می‌رود.
 آیا لویاتان را با قلاب، و زبانش را با ریسمانی که فرو انداخته می‌توانی کشید، آیا در بینی اش مهار توانی کشید، و چانه‌اش را سوراخ توانی کرد، آیا تو را نیاز بسیاری خواهد کرد و مگر سخنان ملایم را بتو خواهد گفت، آیا عهد را با تو بسته او را برای بندگی دائمی خواهی گرفت، آیا با او مثل مرغ بازی توانی کرد و مگر برای کنیزانت او را توانی بست، رفقا از او ضیافت توانند کرد یا او را در میان بازرگانان تقسیم توانند نمود، آیا پوست او را با نیزه‌ها و سر او را با مزراقهای ماهی‌گیران مملو توانی کرد، دستت را باو بگذار و گیر و دار را بخاطردار تا آنکه دیگر جنگ ننمائی، اینک امید گرفتار کردنش محال است و هم از دیدنش آدمی به پشت می‌افتد، احدی نیست که جرات برانگیزانیدن او را داشته باشد پس در برابرم کیست که به ایستد.— ایوب ۴۱:۱، عهد عتیق، کتاب مقدس
کتاب اشعیا برای اولین بار از عبارات مار عظیم‌الجثه برای توصیف آن استفاده می‌کند و این هیولا را به عنوان نمادی از دشمن ناشناخته تاریخی/ سیاسی بنی اسرائیل به کار می‌برد که در آخرالزمان کشته خواهد شد، به چگونگی مرگ و سرانجام لویاتان به عنوان پایان شر می‌پردازد:
در آن روز، خداوند با شمشیر عدالت خود او را مجازات خواهد کرد؛ [با] شمشیر خشم آلود، عظیم و قدرت مند خود، لویاتان مار خزنده و هیولای عظیم پیچنده دریا را ذبح خواهد نمود— اشعیا ۲۷:۱، عهد عتیق، کتاب مقدس
لویاتان ۶ مرتبه (ایوب ۳:۸، ایوب ۴۱:۱، مزامیر ۷۴:۱۴، اشعیا ۲۷:۱ و...) در عهد عتیق ذکر شده‌است.

## در عهد جدید
تفسیر و تشریح لویاتان، در مکاشفه یوحنا دیده می‌شود. اگر چه اسم لویاتان در متن مربوط نمی‌آید ولی تصویر سازی مشابهی از او و همچنین روایت آخرالزمانی این هیولا در متون یهودی، توسط یوحنا ارائه می‌گردد:
دراین هنگام جانور عجیبی را در رؤیا دیدم که از دریا بالا آمد. این جانور هفت سر داشت و ده شاخ. روی هر شاخ او یک تاج بود و روی هر سر او نام کفر آمیزی نوشته شده بود. این جانور شبیه پلنگ بود اما پاهایش شبیه پاهای خرس و دهانش مانند دهان شیر بود. اژدها تاج و قدرت خود را بدو بخشید و به او اختیار داد امور دنیا را به مدت چهل و دو روز در دست بگیرد— مکاشفه یوحنا، کتاب مقدس
در دیوشناسی مسیحی، لویاتان یکی از هفت شاهزاده جهنم شناخته می‌شود، و برای اشاره به دیو حسادت که یکی از هفت گناه کبیره است، استفاده می‌شود. وقتی گناهکاران وارد جهنم می‌شوند، لویاتان نخستین کسی است که آن‌ها را مجازات می‌کند یا به روایتی دیگر آنان را در روز داوری می‌بلعد.
در فرجام‌شناسی یهودی و مسیحی لویاتان جایگاه ویژه‌ای دارد. فرجام جهان جز با کشته‌شدن لویاتان به عنوان نماد شر، ممکنِ نیست و کشتن لویاتان یکی از نشانه‌های روز فرجام است.

## در شیطان‌گرایی
در باور شیطان گرایی، لویاتان در کنار سه موجود دیگر به نام‌های لوسیفر، شیطان و بلیال یکی از چهار اهریمن نام برده شده در تاریخ ادیان است.
آخرین فصل از مجموعه چهار فصلی انجیل شیطانی، نوشته انتان لاوی، لویاتان نام دارد.

## در ادبیات و سینما
- کتاب لویاتان نوشته توماس هابز در زمینه فلسفه سیاسی و قدرت دولت و جامعه.
- فیلم لویاتان محصول ۲۰۱۴ کشور روسیه به کارگردانی آندری زویاگینتسف در نقد سیستم فاسد دولتی.
- فیلم لویاتان محصول ۱۹۸۹ ایالات متحده به کارگردانی جرج پی کوزماتوس در ژانر ترسناک و علمی تخیلی.
- در کتاب دالان باریک آزادی نوشته دارون عجم‌اوغلو و جیمز رابینسون از دولت‌ها به یک لویاتان تشبیه‌ کرده‌اند که باید قدرتشان توسط جامعه مهار شود وگرنه باعث از بین رفتن آزادی و توسعه خواهد شد.